# Wudzynek
Wudzynek – (niem. Wudsinek, 1942–1945 Feldlindau) wieś w Polsce, położona w województwie kujawsko-pomorskim, w powiecie bydgoskim, w gminie Dobrcz.

## Podział administracyjny

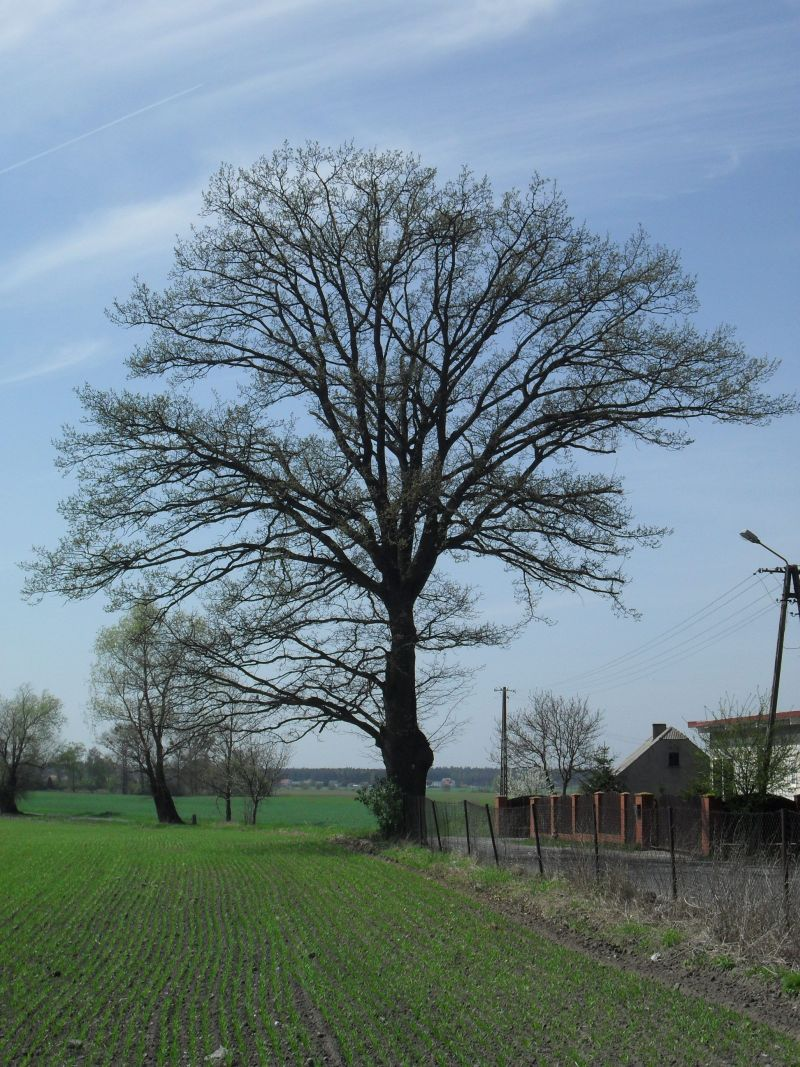
Dąb Bastian

W latach 1975–1998 miejscowość administracyjnie należała do województwa bydgoskiego.

## Demografia
Według danych Urzędu Gminy Dobrcz (XII 2020 r.) miejscowość liczyła 314 mieszkańców.

## Pomniki przyrody
Na obszarze sołectwa rosną 2 pomniki przyrody:
- dąb szypułkowy Bastian o obwodzie 300 cm, przy sklepie[4];
- dąb szypułkowy o obwodzie 466 cm, przy drodze do Kotomierza[5].

## Dawne cmentarze
Na terenie wsi zlokalizowany jest nieczynny cmentarz ewangelicki.

## Urodzeni w Wudzynku
- Jan Baumgart – polski bibliotekarz i bibliotekoznawca, kierownik biblioteki Poznańskiego Towarzystwa Przyjaciół Nauk, dyrektor Biblioteki Jagiellońskiej (1955-1973), historyk, docent, profesor Uniwersytetu Jagiellońskiego[7][8].